# Valea Părului, Teleorman
Valea Părului este un sat în comuna Mârzănești din județul Teleorman, Muntenia, România. Se află în partea de sud-est a județului, pe malul stâng al Teleormanului în Câmpia Burnazului.